# Підуст Софи
Підуст Софи (Parachondrostoma toxostoma) — вид прісноводних риб родини ялецевих.

## Опис
Риба завдовжки до 30 см, переважно 15-25 см, вагою до 350 г. Рот невеликий, губа вигнута. Спина коричнева зі злегка зеленуватими тонами. Живіт білий, а боки срібні. Плавці мають відтінки в межах від коричневого до жовтого.

## Поширення
Вид поширений у басейні річок Ебро, Рона, Адур, Гаронна і Дордонь на півдні Франції та суміжних регіонів Іспанії та Швейцарії.

## Спосіб життя
Дорослі риби живляться водоростями, мальки — планктоном, бактеріями та діатомами. Живе у зграях. Перед нерестом дорослі шукають невеликі притоки з сильною течією.
Нерест відбувається з березня по травень. Самиця відкладає яйця на гравій і камені.

## Охорона
На більшій частині ареалу стан природних популяцій виду залишається нестабільним. В ряді регіонів спостерігається тенденція до зниження чисельності популяції виду. Тому підуст Софи, згідно з Червоним списком МСОП, отримав охоронну категорію «вразливий вид». Крім того, він занесений до Директиви Європейського Союзу 92/43/ЄС «Про збереження природних оселищ та видів природної фауни і флори» (Додаток II. Види рослин і тварин, що становлять особливий інтерес для Європейського Союзу, збереження яких потребує створення територій особливої охорони).